# Caulibugula zanzibariensis
Caulibugula zanzibariensis is een mosdiertjessoort uit de familie van de Bugulidae. De wetenschappelijke naam van de soort is voor het eerst geldig gepubliceerd in 1913 door Waters.